# Hrabstwo Gilliam
Hrabstwo Gilliam (ang. Gilliam County) – hrabstwo w stanie Oregon w Stanach Zjednoczonych. Obszar całkowity hrabstwa obejmuje powierzchnię 1222,84 mil² (3167,14 km²). Według szacunków United States Census Bureau w roku 2009 miało 1645 mieszkańców.
Hrabstwo powstało w 1885 roku. 

## Miasta
- Arlington
- Condon
- Lonerock[4].